# Chloe Hosking
Chloe Hosking (Bendigo, 1 de outubro de 1990) é uma ciclista profissional australiana e atual membro da equipe britânica Wiggle-Honda.
Ela participou na prova de estrada nos Jogos Olímpicos de 2012 em Londres, onde foi desclassificada por exceder o limite de tempo; no entanto, foi sua melhor temporada com 3 vitórias profissionais.